# Szalatnak
Szalatnak is een plaats (község) en gemeente in het Hongaarse comitaat Baranya. Szalatnak telt 413 inwoners (2001).